# 1939 au Yukon
Chronologie du Yukon
- 1935
- 1936
- 1937
- 1938
- 1939
- 1940
- 1941
- 1942
- 1943

Cette page concerne des événements d'actualité qui se sont produits durant l'année 1939 dans le territoire canadien du Yukon.

## Politique
- Chef exécutif : George A. Jeckell
- Législature : 11e

## Naissances
- Andy Philipsen (en), député de Whitehorse-Porter-Creek-Ouest (1982-1985) († 13 septembre 1985)

## Décès
- 16 décembre : George Ian MacLean (en), commissaire de l'or du Yukon